# Košarkaški Klub Split
El KK Split (Košarkaški Klub Split) és un club de bàsquet de la ciutat de Split a Croàcia.

## Història
El KK Split, conegut històricament pels seus patrocinadors, Jugoplastika Split o POP 84 Split, és un dels grans clubs del bàsquet croats. El seu moment àlgid el visqué al tombant de les dècades dels 80 i 90 amb un gran reguitzell d'estrelles liderades per Toni Kukoc, Dino Radja, Zan Tabak, Zoran Savic o Dusko Ivanovic i entrenades per Bozidar Maljkovic, guanyant tres Copes d'Europa consecutives.

## Palmarès
- Copa d'Europa
  - Campions (3): 1988–89, 1989–90, 1990–91
  - Finalistes (1): 1971–72
- Copa Korać
  - Campions (2): 1975–76, 1976–77
- Recopa d'Europa
  - Finalistes (1): 1972–73
- Open McDonald's
  - Finalistes (2): 1989, 1990
- Lliga croata
  - Campions (1): 2002–03
  - Finalistes (6): 1992–93, 1993–94, 1995–96, 1996–97, 2000–01, 2007–08
- Copa croata
  - Campions (5): 1991–92, 1992–93, 1993–94, 1996–97, 2003–04
  - Finalistes (2): 1995–96, 1998–99
- Lliga iugoslava
  - Campions (6): 1970–71, 1976–77, 1987–88, 1988–89, 1989–90, 1990–91
  - Finalistes (6): 1971–72, 1973–74, 1974–75, 1975–76, 1978–79, 1979–80
- Copa iugoslava
  - Campions (5): 1971–72, 1973–74, 1976–77, 1989–90, 1990–91
  - Finalistes (5): 1969–70, 1974–75, 1984–85, 1987–88, 1988–89

## Personatges històrics

### Entrenadors
| - Enzo Sovitti - Branko Radović - Srđan Kalember - Petar Skansi - Matan Rimac | - Krešimir Ćosić - Zoran Slavnić - Božidar Maljković - Željko Pavličević - Slobodan Subotić |

### Jugadors

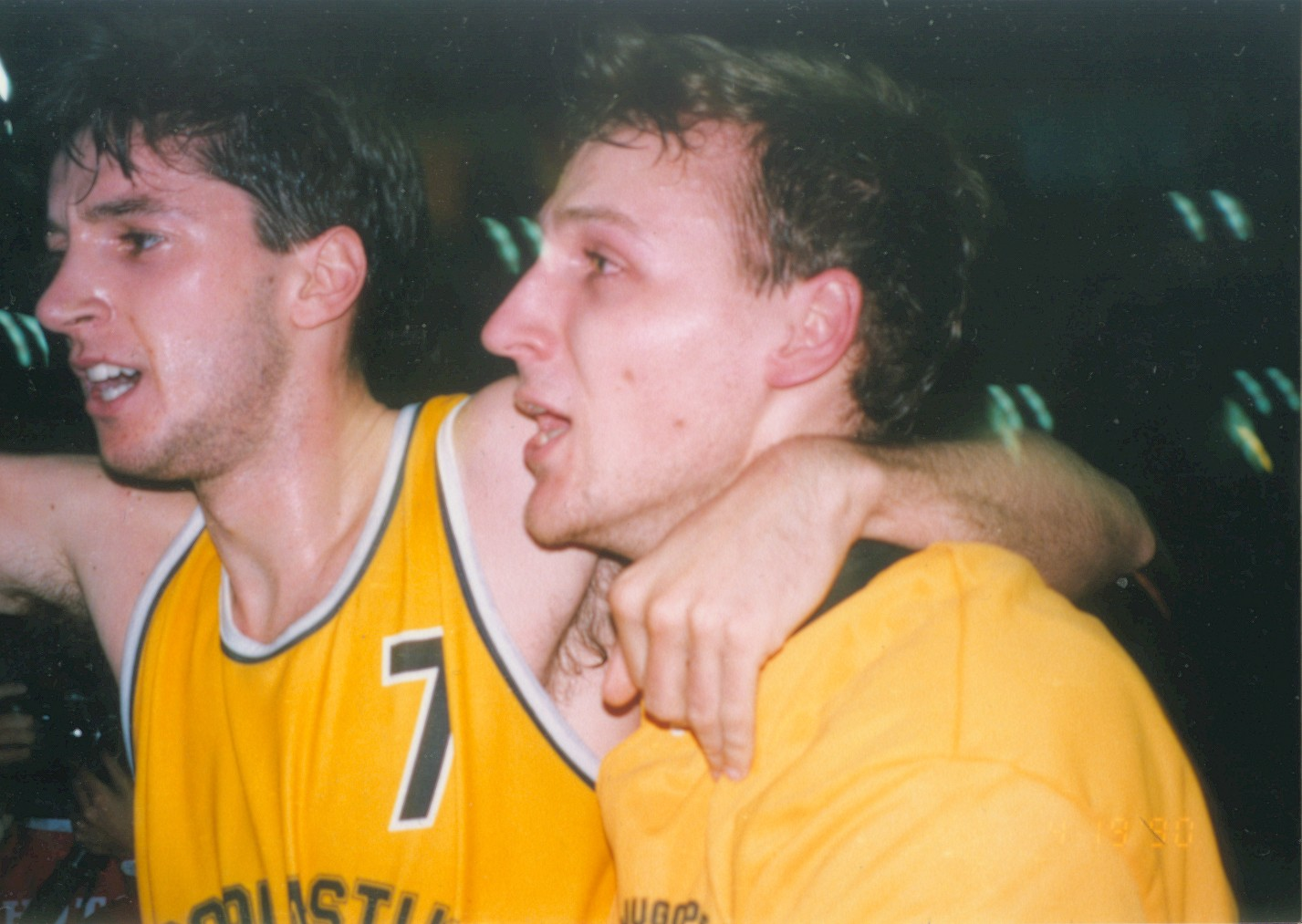
Toni Kukoč i Dino Rađa amb la samarreta de la Jugoplastika.

| - Branko Radović - Lovre Tvrdić - Ratomir Tvrdić - Josip Vranković - Duško Ivanović - Roko Leni Ukić - Zoran Sretenović - Ivica Dukan - Petar Naumoski - Luka Pavičević - Larry Ayuso | - Jurij Zdovc - Peter Vilfan - Damir Šolman - Duje Krstulović - Mirko Grgin - Toni Kukoč - Zoran Čutura - Ray "Sugar" Richardson - Petar Skansi - Zdenko Prug | - Željko Jerkov - Željko Poljak - Dino Rađa - Žan Tabak - Goran Sobin - Zoran Savić - Velimir Perasović - Ivica Burić - Aramis Naglić - Nikola Vujčić |